# Мар'євка (Октябрський район)
Ма́р'євка (рос. Марьевка) — село у складі Октябрського району Оренбурзької області, Росія.

## Населення
Населення — 676 осіб (2010; 669 у 2002).
Національний склад (станом на 2002 рік):
- росіяни — 77 %